# Arabi (Luisiana)
Arabi é uma Região censo-designada localizada no estado americano de Luisiana, na Paróquia de St. Bernard.

## Demografia
Segundo o censo americano de 2000, a sua população era de 8093 habitantes.

## Geografia
De acordo com o United States Census Bureau tem uma área de 
5,5 km², dos quais 4,6 km² cobertos por terra e 0,9 km² cobertos por água.

## Localidades na vizinhança
O diagrama seguinte representa as localidades num raio de 8 km ao redor de Arabi. 